# Germaine Guex
Pour les articles homonymes, voir Guex.
Germaine Guex, née à Arcachon le 17 avril 1904 et morte  à Lausanne le 20 novembre 1984, est une psychologue et psychanalyste didacticienne suisse d'origine française. Elle est particulièrement connue pour son travail sur le syndrome d'abandon, considéré d'un point de vue psychanalytique.

## Biographie
Elle étudie la psychologie à l'Institut Jean-Jacques Rousseau à Genève, puis devient l'assistante de Jean Piaget au laboratoire de psychologie. Elle s'intéresse à la psychanalyse, et est sollicitée par le psychiatre André Repond, alors directeur de l'hôpital psychiatrique du canton du Valais, pour la mise en place, entre 1930 et 1933, d'un service médico-pédagogique d'inspiration psychanalytique, à Malévoz, qui soigne en ambulatoire, dans une visée à la fois thérapeutique et prophylactique, par la psychanalyse. 
Elle exerce comme psychanalyste à Lausanne et enseigne au Centre romand de psychanalyse à Genève (1953). Elle a ensuite participé aux activités de la Société suisse de psychanalyse dont elle est membre, donnant des séminaires et des supervisions.
Elle fut l'une des premières avec Charles Odier, dont elle est la compagne, à mettre en évidence le syndrome d'abandon qui inspira Jean Bergeret, Otto F. Kernberg et d'autres pour leurs théorisations sur les patients états-limite. À l'instar de Donald Winnicott elle a su déchiffrer dans des conduites dites caractérielles des tentatives de lutte contre l'effondrement ou la dépression anaclitique telle qu'elle est décrite par René Spitz. Son ouvrage La névrose d'abandon la fait connaître. Elle a par ailleurs beaucoup d'influence sur la formation des psychanalystes suisses francophones.

## Publications
- Parents et enfants. Causeries données à Lausanne durant l'hiver 1942-43, avec L. Bovet , Madeleine Rambert &  G. Richard, Éditions du Groupe Esprit, 1943, (ASIN B0000DL27D)
- Le syndrome d'abandon, Paris, PUF, 1973, (ASIN B0000DNGTB) (rééd. de l'ouvrage paru en 1950 sous le titre La névrose d'abandon.
- « Agressivité réactionnelle dans l'angoisse d'abandon », Revue française de psychanalyse, vol. 12, no 2, avril-juin 1948, p. 251-261 lire en ligne sur Gallica.